# Abricotine
Abricotine è un marchio di origine protetta DOP che designa un distillato di albicocca prodotto in Vallese (Svizzera).
Il marchio di origine protetta DOP è stato depositato il 6 gennaio 2003 nel registro ufficiale svizzero dei marchi. Secondo le direttive, l'abricotine deve essere prodotta con albicocche di varietà Luizet coltivate in Vallese. Il volume alcolico deve essere di almeno il 40%.

## Storia
L'abricotine è stato prodotto per la prima volta nel 1838, contemporaneamente alla prima coltivazione dell'albicocca Luizet. Inizialmente il distillato veniva prodotto solo da distillatori privati e liquoristi, i criteri di qualità vennero determinati tra il 1943 e il 1947 dalle imprese del Vallese. 

## Degustazione
Si può degustare liscio, come digestivo, oppure miscelato in cocktails e sorbetti.